# Bolbitis christensenii
Bolbitis christensenii là một loài thực vật có mạch trong họ Lomariopsidaceae. Loài này được (Ching) Ching mô tả khoa học đầu tiên năm 1934.